# Louis Țurcanu
Articolul se referă la medicul pediatru timișorean. Pentru alte persoane având același nume de familia, vedeți pagina Țurcanu,
Louis Țurcanu (n. 8 decembrie 1919 la Iași – d. 12 mai 1990 la Timișoara) a fost un medic pediatru român, profesor emerit, șeful Clinicii de pediatrie din Timișoara în perioada 1962 - 1968.

## Onorarea sa
În Timișoara există un spital de copii numit în cinstea lui.